# Piz Üertsch
Il Piz Üertsch (3.268 m s.l.m.) è una montagna delle Alpi dell'Albula nelle Alpi Retiche occidentali. Si trova nel Canton Grigioni (Svizzera).

## Caratteristiche
La montagna è collocata poco a nord del Passo dell'Albula nel comune di Bergün.